# Comune di Sønderborg
Il comune di Sønderborg (in tedesco Sonderburg) è un comune della Danimarca situato sull'isola di isola di Als, nella regione della Danimarca Meridionale (Syddanmark).
Capoluogo e sede amministrativa è la città omonima.
Il comune è stato riformato in seguito alla riforma amministrativa del 1º gennaio 2007 accorpando al pre-esistente comune di Sønderborg i comuni di Augustenborg, Broager, Gråsten, Nordborg, Sydals e Sundeved.

## Centri abitati
I centri abitati principali del comune sono:
- Sønderborg (28 277)
- Nordborg (5 729)
- Gråsten (4 336)
- Broager (3 241)
- Augustenborg (3 184)